# Бьянкини, Брайан
Брайан Лео Бьянкини (англ. Brian Leo Bianchini, 16 июля 1978 — 16 марта 2004) — американский актёр и фотомодель.
Бьянкини родился в Сан-Франциско в семье итальянцев Марсии и Лео Бьянкини, в которой кроме Брайана было ещё четверо детей — трое его братьев и одна сестра. В детстве увлекался борьбой и неоднократно становился победителем на школьных соревнованиях по этому виду спорта.
В модельный бизнес Бьянкини попал после окончания колледжа. Он снимался у таких известных фотографов, как Стивен Андерхилл, Брюс Вебер, Роджер Монкс, Дэвид ЛаШапель, Майкл Чайлдерс, Стивен Кляйн, Мартин Ритер, Крис Мэкос, и Джордж Мачадо, а также участвовал в рекламных кампаниях «Reebok», «Versace», «Abercrombie & Fitch». Его фотографии появлялись на обложках многих популярных журналов, среди которых «Vanity Fair», «Glamour», «Cosmopolitan», «Playgirl» и «Men’s Fitness». Бьянкини снялся в музыкальных клипах Моби и Lil’ Kim, а его фотография появилась на обложке альбома Глории Эстефан «Alma Caribeña» в 2000 году. В том же году он дебютировал в качестве актёра в драме «Девушка для девушки», снявшись в последующие два года ещё в двух фильмах.
16 марта 2004 года Брайан Бьянкини, страдая от тяжёлой депрессии, покончил жизнь самоубийством. Он был похоронен на итальянском кладбище в городке Колма, недалеко от Сан-Франциско.